# Johanna Rezzio
Johanna Rezzio Moreno (Viña del Mar, 1978) es una cantautora chilena.
Comenzó su carrera artística en su infancia, y estudió Canto en Santiago de Chile. En 2005 lanzó su primer disco, Algo Más, y en 2006 lanzó el segundo, Evolución. Participó varias veces en las preselecciones de la competencia internacional del Festival de la Canción de Viña del Mar. Entre sus canciones más conocidas están Algo más, No me basta, y Corazón.

## Discografía
- Algo Más  (2005).
- Evolución (2006).
- Triángulo de Guerra (2023).